# Боцарис, Нотис
Нотис (Нафос) Боцарис (греч. Νότης Μπότσαρης, 1756, Сули, Эпир, Греция  — 1841, Навпактос, Греция) — третий и последний сын Георгиоса Боцариса, вождя значительного сулиотского клана Боцарисов, видный военачальник Греческой революции 1821 года, генерал-майор Греческого королевства.

## Биография
Нотис Боцарис родился в горном Сули в 1756 году. Сулиоты только номинально признавали власть осман и на протяжении 3-х веков с оружием в руках отстаивали свою свободу. Все походы местных турко-албанских воевод против Сули заканчивались победой сулиотов.
Первые 2 похода Али-паши Тепеленского также закончились неудачей.

## Исход
3-й поход Али-паши против сулиотов начался в 1800 году. Но на этот раз Али добился «предательства старика Георгия Боцариса, вождя самого сильного клана Сули». Старик Боцарис, вместе с 70 членами своего клана, перебежал к Али, заявляя, что без него Сули не выстоит и 30 дней:A-332.
2 июня 1800 года Али обрушился на Сули, но встретил ещё большее, по сравнению с предыдущими походами, сопротивление. Через 4 месяца, Али, напоминая старику Боцариса его слова, заявил, что если тот немедленно не сдаст ему Сули, то будет сожжён заживо. Боцарис, приняв яд, «отправился на тот свет, чтобы избежать, вероятно, гнева паши и угрызений совести»:333.
Клан Боцарисов возглавил второй сын, Кицос (старший сын, Боцарис, Тусиас, погиб в 1792 году)), расположившись, с остальными членами клана, в Вулгарели, вне Сули.
Осада Сули длилась три года. Ни непрерывные атаки турко-албанцев ни голод не смогли сломить боевой дух сулиотов. 7 декабря 1803 года началась, предполагаемая, последняя атака турко-албанцев. Но после ещё 5 безуспешных атак Али бежал, поручив своему сыну, Вели, заключить соглашение с сулиотами, лишь бы ушли. Вели пришёл к соглашению с сулиотами. Заручившись, священным для албанца и грека, словом «беса», Фотос Дзавелас повёл 13 декабря колонну сулиотов из Сули в Паргу, откуда сулиоты переправились на остров Керкира, находившийся, как и другие Ионические острова, под российским контролем. Часть сулиотов подалась на уговоры Кицоса Боцариса. Кицос Боцарис убедил их довериться Али. Последовавшие за Кицосом направились к мοнастырю Залонго, ожидая когда и куда Али направит их селиться. 16 декабря монастырь был обложен 3 тысячами солдат албанца Бекира, заявившего, что он получил указание отвести сулиотов в Янина, предварительно разоружив их. Сулиоты «осознали, что стали жертвами самого бесчестного из людей». Им не оставалось ничего другого, как сразиться и умереть. Сулиоты продержались 2 дня. На третий день стало очевидно, что дольше им не продержаться. Около 60 женщин предпочли смерть позорному плену. Поднявшись на скалу и начав хороводный танец, при каждом круге танца выбрасывали в ущелье своих детей, а затем падали сами. Этот «танец смерти» получил в истории Греции название «Танец Залонго»:A-337.
Сегодня, в честь «несгибаемого духа» этих женщин, на скалах Залонго установлен памятник

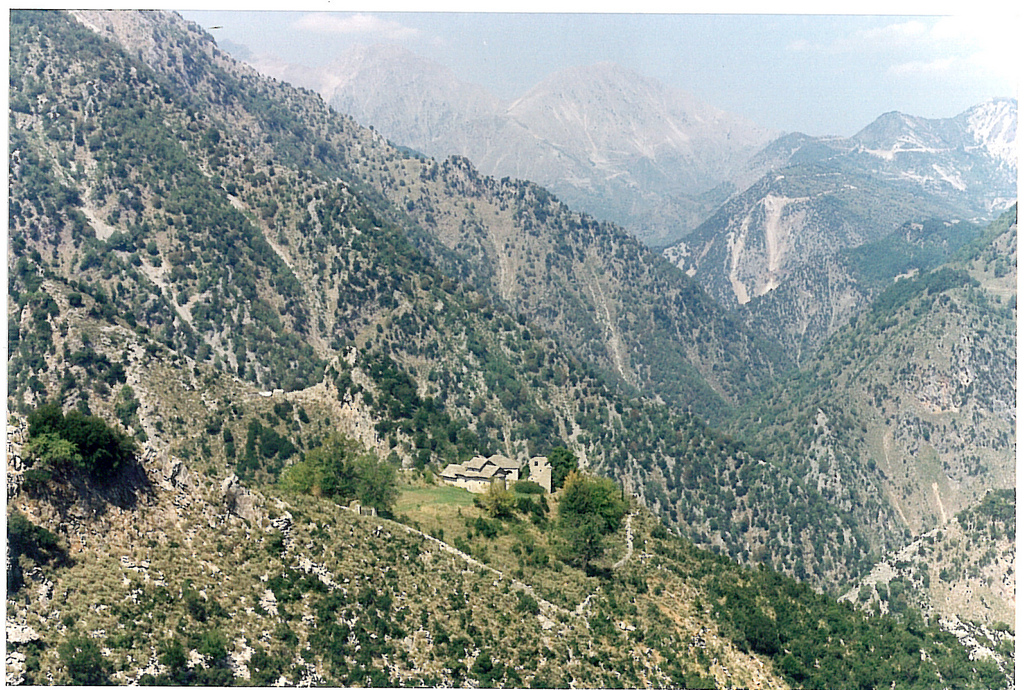
Монастырь Богородицы Селцу.

Остальные сулиоты и сулиотки, ночью, совершили прорыв, из которого вышли живыми 1150 человек. Ведомые Кицосом Дзавеласом, они направились сначала в Вулгарели, а затем, для большей безопасности, к монастырю Богородицы в горах Аграфа, в Селцо. Но Али не мог успокоиться, «пока последний сулиот в его пределах не будет убит». Турки осадили монастырь. Сулиоты продержались 4 месяца. Когда турки ворвались в монастырь, более 160 женщин повторили эпизод Залонго, бросившись в реку Аспропотамос, где и приняли смерть, вместе со своими детьми. Только 50 бойцам и 1 женщине, возглавляемым Кицосом Боцарисом, среди которых был и его сын Маркос, удалось прорваться в Паргу и переправится на Керкиру. Во время этих событий, дочь Нотиса Боцариса, пытаясь вынести свою раненную мать и видя что им угрожает плен, бросила мать со скалы в бурную реку а затем бросилась сама
Сам Нотис Боцарис, тяжело раненый («полумёртвый от 5 сабельных ран») и без сознания, был взят в плен.
Но Нотис сумел бежать из крепости Клисура, где был заключён и добраться до Керкиры.

## На Керкире
Многие из выживших сулиотов поступили на русскую службу на острове Керкира, где составили значительную часть греческого легиона. Это был иррегулярный полк, организованный русскими из сулиотов и других греков из регионов Химара и Мани, а также греческих клефтов и арматолов. Сулиоты приняли участие в экспедиции в Неаполь в 1805 году, в экспедиции российского флота на остров Тенедос в 1806 году, в Далмацию в 1806 году. К 1807 году русско-турецкие отношения ухудшились и Али оказывая услугу султану стал готовиться к взятию острова Лефкас. Подготовку острова к обороне взяли на себя Каподистрия, Иоанн и присланные русскими, греки по происхождению, посланник царя Георгий Мочениго и генерал Папандопуло, Эмануил Григорьевич. По призыву Каподистрии на остров прибыли со своими отрядами клефты Пелопоннеса и Средней Греции. Атака Али не состоялась, но подготовка к обороне острова привела к самой большой сходке греческих военачальников в начале века. Кроме сулиотов и Кицоса Боцариса, здесь оказались такие известные военачальники, как Колокотронис, Теодорос, Гривас, Теодорос, А.Кацантонис, что укрепило их отношения в преддверии Греческой революции.
Появляющаяся иногда информация о участии Нотиса Боцариса в каперских операциях клефтов Олимпа Никоцараса и попа Влахаваса, которые в этот период, сойдя с гор, активизировались на море, не подтверждается документами. Есть, также неподтверждённая, информация о его участии во взятии острова Тенедос российским флотом.
По условиям Тильзитского мира 1807 года, российские войска ушли с Ионических островов и передали острова под контроль Франции. Сулиоты и другие греческие эмигранты- военные перешли во французское соединение, известное под именем Полк сулиотов (Régiment Souliot). В период англо-французского противостояния 1810—1814, сулиоты, находясь на французской службе, противостояли другим греческим эмигрантам, которых англичане свели в полк лёгкой пехоты. Учитывая тот факт, что сулиоты входили в гарнизон острова Керкира, который находился под французским контролем до 1814 года, очень немногие из них поступили на службу к англичанам.
В 1813 году Али -паша, предоставив всевозможные обещания и гарантии, убедил Кицоса Боцариса перебраться в Эпир, где и убил его вероломно. После смерти брата, вождём клана стал Нотис Боцарис.

## Возвращение на Родину
Греческая революционная организация Филики Этерия, готовя всегреческое восстание, играла на меж-османских противоречиях и поощряла сепаратистские стремления Али-паши. В свою очередь, Али, имея информацию, что руководство Этерии находится где-то в России, предполагал, что русские замешаны в греческих планах и надеялся, с помощью гетеристов, получить российскую поддержку. Гетеристы не только не стали лишать Али иллюзий, но и дезинформировали его о ожидаемом российском вмешательстве. В свою очередь, Али информировал осман о готовившихся греческих планах, но к его словам относились с недоверием, в силу его сепаратистских тенденций. К тому же, Али, убравший (убив) с своей дороги ряд своих противников из среды албанцев и турок, имел много врагов в окружении султана:342.
Али осознал, что ему не избежать столкновения с султаном. В мае 1820 года он обратился в Янине к мусульманам и христианам, заявляя, что в их интересах противостоять султану, объединив свои силы. В феврале состоялась его встреча с гетеристом Иоанном Папарригопулосом, переводчиком в российском консульстве в Патрах. Папарригопулос укрепил его иллюзии, что за гетеристами стоит Россия. «Старая лиса (76 лет) играла игру гетеристов, считая что гетеристы играют его игру». К середине 1820 года против Али были посланы войска 26 пашей и сыновья и внуки Али, один за другим, сдавали крепости. В этой межосманской войне греки воевали как на стороне Али-паши, так и на стороне султана. 300 сулиотов, под водительством Нотиса Боцариса и Кицоса Дзавеласа высадились с Керкиры, заявив туркам, что хотят принять участие в войне против своего врага. Когда сулиоты встали под стены Янина, Али, чтобы нейтрализовать нового врага, сулиотов, предоставил им бумагу, где подписывался, что возвращает им Сули. 15 января 1821 года, состоялось возвращение Сули сулиотам. На подписанном документе албанцы клялись в том, что «кто из мусульман нарушит мир, пусть умрёт евреем», а сулиоты, «если греки нарушат договор, пусть умрут отступниками Христа»:344.
Султана настолько обеспокоил этот вырисовывавшийся союз, что он приказал патриарху Григорию  предать сулиотов анафеме, что тот и исполнил дважды (24 декабря 1820 и 4 января 1821):345.
Правление Сули принял «Совет восьми», представлявший крупнейшие кланы. Нотис Боцарис стал председателем совета.

## Греческая революция
На фоне, благоприятного для них, межосманского столкновения и оттока османских сил из Пелопоннеса и других греческих регионов к Янина, гетеристы приняли решение начать своё восстание. Начавшиеся военные действия в Придунайских княжествах в феврале 1821 года и продолжающаяся осада Али, способствовали восстанию на юге греческих земель в марте. Когда восстание охватило Западную Грецию, Хуршит-паша, командующий султанскими войсками в Эпире, был вынужден воевать как против Али-паши и сулиотов, так и против повстанцев:В87.
13 ноября сулиоты, вместе с другими греческими повстанцами и албанцами, временно отбили у султанских сил город Арта.
2 января 1822 года Али-паша был вынужден оставить крепость Янины и укрылся на островке озера Янин.
15 января, в Эпидавре, закончилось Первое национальное собрание революционной Греции. Выражая свою признательность сулиотам и уважение к их 65-летнему вождю, собрание назначило Нотиса Боцариса военным министром. С той лишь только разницей, что Нотис Боцарис, находясь в горах Сули, так и не принял никогда своего министерского поста.
24 января осаждённый Али был убит. Хуршит завершил свою задачу и его силы были свободны. Собрав 36.000 солдат, в основном албанцев, Хуршит был готов направиться к сердцу восстания, на Пелопоннес. Но вожди албанцев отметили Хуршиту, что было бы неосторожно оставить за собой «осиное гнездо» — Сули. Хуршит попытался миром остановить столкновения с сулиотами, напомнив им что виновник всех их несчастий, Али, убит. Сулиоты ответили, что действительно Али был виновником их действий, но также и восстания всех «эллинов» и, следовательно, Хуршиту следует обратиться ко всем «восставшим эллинам», а они последуют решению остальных. Для отуреченного в детстве грузина, каковым Хуршит и был, не было восставших эллинов, а были только мятежники против власти султана:В198.
Последнюю попытку к примирению предпринял воевода Омер Вриони. Отвечая на аргументы Вриони, сулиоты ответили: «И армии Хуршита не удастся наложить руку на наших жён и детей, и мы не оставим их живыми, если это понадобится». Хуршит, отложив поход в Пелопоннес, бросил против сулиотов 15 тысяч солдат. 16 мая три колонны турко-албанцев начали наступление на Сули. Сулиоты располагали только 1 тысячей бойцов, под командованием Г.Дракоса Г.Данглиса, Нотиса Боцариса:В199.
Располагая малыми силами и меняя позиции, сулиоты собрались у Кьафа, Аварико и Хониа. В последнем они брали воду. Турки решили брать прежде всего Аварико и Хониа, чтобы лишить воды тем, кто укрылся в Кьафа. 29 мая Хуршит произвёл своё генеральное наступление и сулиоты в Аварико стали отступать. Вокруг Дракоса и Ф.Бетирикоса осталось только 30 бойцов. Дракос заявил им, что они тоже могут уйти, пока есть время, но пусть знают, что все сулиоты пропадут, если турки займут Аварико. Все 30 остались умереть, сражаясь. На них обрушилась первая волна 400 турко-албанцев. В последний момент, на помощь тридцати, прибыли из Кьафы Нотис Боцарис, Г.Данглис и Н.Фотомарас с подкреплением. После чего, в опасности оказалась и Кьафа. И ещё раз в истории Сули, положение здесь спасли сулиотки. Бросив своих детей на произвол судьбы, и «чья судьба была предрешена, в случае поражения» сулиотки как «менады» бросились с кольями на турко-албанцев, бросая также на их головы осколки скал. Османы отступили в Самонива. Аналогичная картина наблюдалась в Аварико и Хониа, где на помощь мужчинам прибыли 300 женщин с ружьями и кольями. В Аварико османы продержались до сумерек, рассчитывая скрыться с наступлением темноты. Но «специалисты ночного боя гонялись за ними, отправляя их из временной в вечную тьму». Сам Омер Вриони чудом избежал плена. Хуршит обзывал свои войска трусами, но осознал, что потратил ценное время. Хуршит оставил во главе войск осаждавших сулиотов Вриони, а сам направился в Ларису, для организации похода на Пелопоннес:В202.
Между тем, 16 июня 3 тысячи греческих повстанцев вышли из Месолонгиона на помощь сулиотам. 29 июня авангард этих сил, которым командовал племянник Нотиса, Боцарис, Маркос и Г.Варнакиотис дал бой в Плака, в 10 часах пешего хода от Сули, но потерпел поражение. 4 июля весь экспедиционный корпус, шедший на помощь сулиотам, потерпел поражение в сражении при Пета:В212.
После поражения при Пета стало очевидно, что блокированные в Кьафа-Аварико-Хониа сулиоты были обречены. Но сулиоты не помышляли начать переговоры. На помощь туркам пришла британская дипломатия. Английский консул в Превезе начал систематически дезинформировать своими письмами осаждённых сулиотов о ходе Греческой революции. Вплоть до того, что якобы Национальное собрание, считая, что после (вымышленных) поражений всё потеряно, приняло решение прекратить борьбу, в обмен на амнистию. После чего, английский консул явился пред сулиотами посредником и спасителем. 28 июля сулиоты подписали в английском консульстве Превезы договор, в котором соглашались оставить свои горы и перебраться на Ионические острова. Контр-адмирал Д.Иконому, кроме прочего, объясняет усердие англичан перевезти сулиотов на подконтрольные им острова их намерением препятствовать переходу сулиотов в держащий оборону Месолонгион:В214.
2 сентября, 750 оставшихся в живых сулиотов, вместе с семьями, оставили навсегда свои горы и были отправлены на остров Кефалиния. Их длительная оборона была ценной для сражавшейся греческой нации, поскольку оттянула на себя отборные албанские части. Англичане разместили сулиотов в крепости Ассос, на карантин. 72-дневный «карантин» обернулся для сулиотов болезнями. В довершение, часть сданного им оружия было выкрадена или разломана, чтобы выбрать серебро. Но оружие для сулиотов было их основным имуществом. Лишения земляков в Кефалинии вынудили  Маркоса Боцариса , находившегося тогда в Месолонгионе, сделать «тяжёлое, но справедливое» заявление: «Эллины являются рабами там, где развевается британский флаг».
После карантина сулиоты перебрались на Керкиру, откуда тайком и небольшими группами стали перебираться в восставшую Грецию.

## Месолонгион

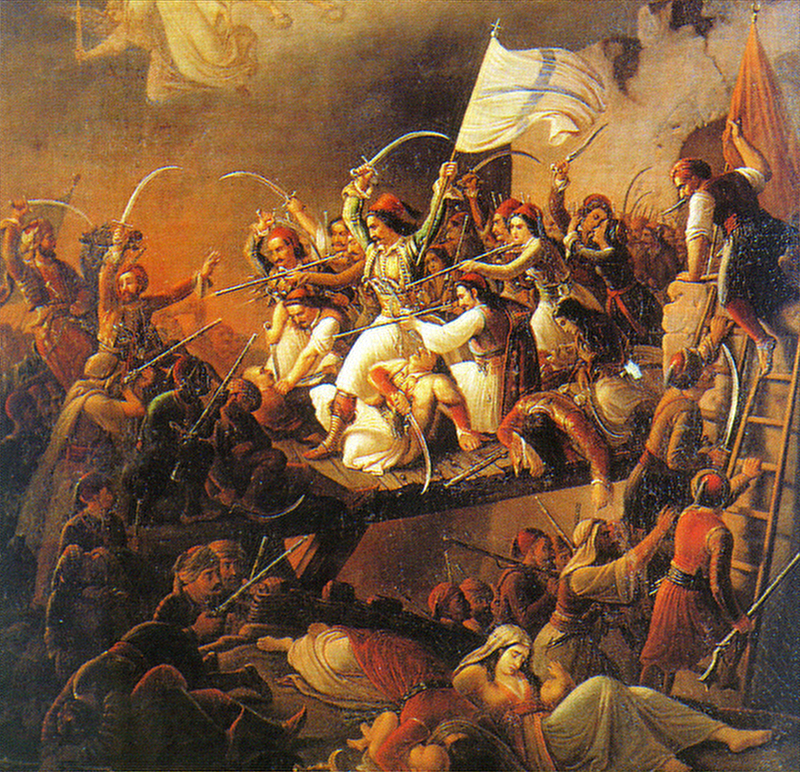
Эксодос Месолонгиона, художник Вризакис, Теодорос

Нотис Боцарис перебрался в сражающуюся Грецию в 1823 году.
В апреле 1825 года Кютахья-паша, собрав от 35 до 40 тысяч (по разным источникам) солдат, вышел из Янина и направился на юг, к Месолонгиону. При этом, Кютахья гнал с собой от 3 до 10 тысяч (по разным источникам) рабочих, согнанных со всех Балкан, для строительства фортификаций при осаде города.
Историография отмечает попытку Нотиса Боцариса, Г.Цонгаса и Искоса остановить Кютахью у горы Макринорос. «Но трём не удалось сделать ничего значительного».
Вторжение Кютахьи походило на «переполненную реку, сносившую всё на своём пути»:Г-154.
Первые силы турок появились перед стеной города 15 апреля. Третья осада Месолонгиона началась 20 апреля, когда подошёл сам Кютахья, с основными силами.
Но никто из военачальников не соглашался возглавить оборону городу. Нотис Боцарис находился тогда в соседнем Этолико. Нотис, которого историк Д.Фотиадис характеризует «храбрецом, но и падким на деньги», «запросил земли и (тайно) деньги». Комитет жителей города принял его условия. Но тот же Фотиадис пишет, что, к счастью, командование было формальным, поскольку руководство обороной стало «демократическим»:Г-156.
В течение года Кютахья безуспешно пытался взять Месолонгион. Город успешно оборонялся. После подхода турецко-египетских сил Ибрагима, 13 марта 1826 года, турки запросили переговоры. Нотис Боцарис возглавил делегацию осаждённых, которая отвергла сдачу оружия. И сразу последовала большая победа осаждённых на островке Клисова, где отличился другой сулиот, Дзавелас, Кицос:Г-201.
Но голод вынудил осаждённых прорываться. На сходке военачальников 10 апреля было принято решение прорываться тремя колоннами: две колонны бойцов, под командованием Макриса и Нотиса Боцариса и одна колонна частично вооружённого гражданского населения. Знамя Нотиса Боцариса должно было оставаться развёрнутым, в качестве ориентира:Г-210.
70-летний Нотис Боцарис был одним из прорвавшихся и выживших 1380 бойцов и 300 человек гражданского населения.

## С Караискакисом
Имя Нотиса Боцариса историография вновь отмечает через полгода, в январе 1827 года, когда он принял участие в походе в Среднюю Грецию, под командованием  Георгия Караискакиса . 17 января 1827 года Омер-паша осадил село Дистомо, где Караискакис оставил маленький гарнизон, под командованием Нотиса Боцариса. 19 января Омер-паша произвёл генеральную атаку. Гарнизон Нотиса Боцариса отразил её. В ночь с 19 на 20 января Караискакис, с 400 бойцами совершил «восхитительный ночной марш», через заснеженные горы и дерзко прорвавшись через лагерь Омер-паши вошёл в осаждённый Дистомо. Караискакис обратился к военачальникам, подписавшим сепаратный мир, вновь взяться за оружие и окружить Омера. Но 31 января к Омер-паше прибыл первый регулярный батальон османской армии. Это была полная неожиданность для греческих повстанцев, имевших дело с иррегулярными турками. Психологический фактор стал причиной бегства. Пытаясь остановить бегство, Караискакис и сам чуть было не погиб. Но уже 3 февраля Караискакис вынудил османский регулярный батальон отступить.
5-6 февраля Омер-паша, боясь повторить участь турок  при Арахове , бежал, бросив палатки, запасы и орудия:Δ-396.

## Последние годы
Одной из первоочередных задач  Каподистрии по прибытии в Грецию была реформа в армии. Одними из первых Каподистрия встретился с сулиотами Кицосом Дзавеласом, Нотисом Боцарисом и Н.Фотомарсом.
Но Нотис Боцарис, находившийся под влиянием  Маврокордато, примкнул к оппозиции Каподистрии.
В 1831 году Нотис Боцарис спровоцировал вооружённые действия  Каратассоса против правительства Каподистрии:Г-218.
C 1833 года и до самой своей смерти, Нотис Боцарис принадлежал к так называемой английской партии.
С установлением монархии баварца Оттона Нотис стал членом Государственного совета.
В 1841 году получил звание генерал-майора.
В том же году, Нотис Боцарис умер в городе Навпактос.
Его сын, Боцарис, Димитрис Ноти, стал офицером Греческого королевства и дослужился до звания генерал-лейтенанта.